# Florida (Album)
Florida ist ein Jazzalbum von Paul Bley und Kresten Osgood. Die 2006 in den Echobeach Studios in West Palm Beach, Florida, entstandenen Aufnahmen erschienen am 25. März 2007 auf ILK Music.

## Hintergrund
Der zum Zeitpunkt des Erscheinens dieses Albums 75-jährige Pianist Paul Bley gab 1953 sein Aufnahmedebüt mit Charlie Parker. Im Laufe der Jahre erkundete er eine endlose Vielfalt ästhetischer Konzepte und Instrumentalbesetzungen und entwickelte einen visionären Ansatz für Instrumentierung und Begleitkonzepte, notierte Troy Collins. In den letzten zwei Jahrzehnten hatte er sich auf Sessions mit intimer Akustik konzentriert, ähnlich wie dieses Duett mit dem jungen dänischen Schlagzeuger Kresten Osgood. Das Album Florida ist eine Mischung aus Solostücken und Duetten und besteht zu gleichen Teilen aus Beiträgen Osgoods und Bleys, die jeweils drei unbegleitete Kompositionen beisteuern.

## Titelliste
- Paul Bley / Kresten Osgood: Florida (ILK 131CD)[2]

1. Darkness (Paul Bley) 2:48
2. Light(Kresten Osgood) 2:44
3. Fluid Head (Paul Bley) 6:27
4. Arches 7:54
5. The Beaten Track (Kresten Osgood) 3:50
6. Told You So (Paul Bley) 6:28
7. Meeting of the Minds 6:26
8. All the Things You Are (Jerome Kern) 6:47
9. True Blue and Gold (Kresten Osgood) 3:26
10. Backlash (Paul Bley) 4:00

Wenn nicht anders vermerkt, stammen die Kompositionen von Paul Bley und Kresten Osgood.

## Rezeption
Nach Ansicht von Troy Collins, der das Album in All About Jazz rezensierte, sind Osgoods Percussion-Workouts farbenfrohe Untersuchungen von Textur und Dynamik. „True Blue and Gold“ sei wunderschön melodisch und nutze schwelende perkussive Akzente, um eine verträumte kaleidoskopische Klangwelt hervorzurufen. Paul Bleys einzigartige Darbietung wiederum sei typisch ökonomisch und verbinde unorthodoxe Kadenzen mit impressionistischen Harmonien. „Darkness“ und „Backlash“ würden sein selbstbewusstes Tempo demonstrieren, das mit gemächlichem Timing zwischen Spannung und Romantik schwanke. Der lineare Antrieb von „Fluid Head“ sei unmittelbarer und zaubere nachdenkliche Lyrik aus prägnanten winkligen Variationen. Vier längere Stücke würden sich das aufmerksame Zuhören und den vorsichtigen Umgang des Duos miteinander auszeichnen. „Meeting of the Minds“ sei eine asketische Abstraktion, „Told You So“ handle von fragmentarischen thematischen Wechselspielen und „Arches“ malt eine klagende Melodie. Ihre ausgelassene Dekonstruktion von „All The Things You Are“ ist wunderbar respektlos und ein Album-Highlight.
Schon ein einziges Hören von „Darkness“, dem ersten Track, genüge, um jedem, der sich diesem Werk nähere, den Atem zu rauben: zweieinhalb Minuten zwischen Stille und Emotion, ein authentisches Destillat aus Nüchternheit, Emotion und Erfindungsreichtum, hieß es in der Rezension der italienischen All-About-Jazz-Redaktion. Wer Paul Bley seit dem legendären Open, to Love (1972) verfolgt habe, würde bereits aus erster Hand die schwindelerregende Tiefe erlebt haben, die die Kunst des kanadischen Meisters erreichen könne, wenn er unwahrscheinliche Parabeln und unvorhersehbare Verläufe nachzeichne und sanft Herz und Ohren der Zuhörer berühre. Es sei jedoch schade, dass der Rest des Albums diesem Ruf nicht immer gerecht wird. Natürlich sei Osgood ein fähiger, intelligenter Schlagzeuger, der wisse, wann es Zeit ist, beiseite zu treten und seinem sperrigen Begleiter Platz zu machen. Und doch würden bestimmte Kombinationen unweigerlich für Verwirrung sorgen, vor allem die Entscheidung, Passagen nur mit Schlagzeug einzufügen: drei Kompositionen aus der Feder des Dänen, die, obwohl mit angemessenem Maß und angenehmer Leichtigkeit dirigiert, im Vergleich zu den von Bleys Klavier vorgegebenen Koordinaten fehl am Platz wirken; Fremdkörper in einem Werk, von dem man mittlerweile viel mehr erwarte. Und so verwandle sich das Zuhören schließlich in ein Warten auf das Klavier, in eine verzweifelte Suche nach etwas, das mit dem außergewöhnlichen Hauch von Paradies, der das Programm eröffnet, mithalten, wenn nicht sogar ihm ebenbürtig sein könne.